# Лезин, Георгий Александрович
Георгий Александрович Лезин (6 сентября 1931 — 12 апреля 2015) — советский ватерполист. Бронзовый призёр Олимпийских игр 1956 года в Мельбурне. Победитель Спартакиады народов СССР 1956 года. Мастер спорта СССР (1955). Заслуженный мастер спорта СССР.

## Биография
В 1943 году работал помощником электромонтера на Горьковском заводе, ремонтировал танки. После войны занимался водным поло в Ленинграде в обществе «Буревестник».
В последнее время тренировал студенческую команду РГМУ имени Пирогова по плаванию. Участвовал в ветеранском плавании, выступал на соревнованиях категории Мастерс.

### Семья
- Дочь — Елена Георгиевна Чаун (урождённая Лезина, р. 1962), советская и российская ватерполистка, тренер по плаванию. Мастер спорта СССР. Чемпион СССР по водному поло (1983).
- Сын — Всеволод Георгиевич Лезин (р. 1967—2015), советский ватерполист, пловец, тренер по плаванию. Мастер спорта СССР. Специалист в области массажа высшей категории.
- Зять — Эдуард Юрьевич Чаун (р. 1963), советский пловец, российский тренер по плаванию. Мастер спорта СССР международного класса, Заслуженный тренер России. Личный тренер Анастасии Чаун.
- Внуки:
  - Анастасия Эдуардовна Чаун (р. 1988), российская пловчиха. Чемпионка Европы 2010 года на дистанции 200 м брассом на длинной и короткой воде. Чемпионка России 2012 года на дистанции 200 м брассом.
  - Валерия Эдуардовна Чаун (р. 1990), российская пловчиха, детский тренер по плаванию.
  - Антон Эдуардович Чаун (р. 1992), российский пловец. Мастер спорта России.
  - Кирилл Всеволодович Лезин (р.1995) российский хоккеист, КМС, судья по хоккею с шайбой (Федерация Хоккея Москвы, Молодежная Хоккейная Лига)
  - Юлия Всеволодовна Лезина (р.1992) российская волейболистка, тренер-преподаватель по волейболу.

## Спортивные достижения
- серебряный призер чемпионата мира среди студентов — 1955 г.
- серебряный призер чемпионата мира среди студентов — 1957 г.
- победитель Спартакиады народов СССР — 1956 г.
- бронзовый призер XVI Олимпийских игр в Мельбурне по водном поло.
- четырехкратный чемпион и рекордсмен России в эстафетном плавании.